# Александър Башлиев
Александър Кирилов Башлиев е български футболист, защитник на Монтана.

## Кариера
Юноша е на Пирин (Благоевград), но първи професионален договор подписва със Септември (Симитли). Там прекарва само един сезон, след което се завръща при „орлетата“. Първия си гол в А ПФГ отбелязва на 16 април 2011 г. срещу Калиакра (Каварна).

### Левски
През лятото на 2011 г. е привлечен в Левски (София). Дебютира за „сините“ на 8 август 2011 г. като резерва срещу Славия (София). Все пак не успява да си спечели титулярно място.

### Черноморец
Преминава в Черноморец на 9 януари 2013 г. като част от сделката за Пламен Димов в Левски (София). Дебютира за „акулите“ на 6 април 2013 г. срещу Монтана (Монтана). Освободен е след края на сезона.

## Статистика по сезони[2]
| Сезон    | Отбор           | Първенство | Мачове | Голове |
| -------- | --------------- | ---------- | ------ | ------ |
| 2009/10  | Септември (Сим) | Б група    | 28     | 1      |
| 2010/11  | Пирин (Бл)      | А група    | 23     | 1      |
| 2011/12  | Левски (Сф)     | А група    | 5      | 0      |
| 2012/ес. | Левски (Сф)     | А група    | 3      | 0      |
| 2013/пр. | Черноморец (Бс) | А група    | 7      | 0      |
| 2013/14  | Пирин (Бл)      | В група    | 17     | 3      |
| 2014/15  | Пирин (Бл)      | Б група    | 24     | 2      |
| 2015/16  | Пирин (Бл)      | А група    | 24     | 2      |